# 施米特山
施米特山（英語：Schmitt Mesa）是南極洲的山峰，位於帕爾默地，屬於拉塔迪山脈的一部分，長15英里、寬5英里，美國地質調查局根據測量和該國海軍的空中照片繪入地圖，現時由南極條約體系管理。

## 外部連結
- http://siarchives.si.edu/findingaids/faru7231.htm （页面存档备份，存于）